# Guvernul Serbiei
Guvernul Serbiei (în sârbă Влада Србије / Vlada Srbije), formal Guvernul Republicii Serbiei (în sârbă Влада Републике Србије / Vlada Republike Srbije), abreviat formal ca Guvernul sârb (în sârbă Српска Влада / Srpska Vlada), reprezintă, conform Constituției, puterea executivă în Serbia împreună cu președintele. 
Guvernul se compune dintr-un lider numit prim-ministru (nominalizat de Președintele Serbiei) și un număr variabil de miniștri (în prezent 18 și 3 fără portofoliu) care conduc ministere specializate pe anumite domenii. Guvernul Serbiei se află în Belgrad, pe strada Nemanjina, nr. 11. Primul Guvern al Serbiei a fost creat la 11 februarie 1991, cu Dragutin Zelenović ca prim-ministru.
Din 29 iunie 2017, Guvernul Serbiei este condus de prim-ministrul Ana Brnabić - prima femeie și prima persoană aparținând comunității LGBT în această funcție.
Guvernul (cu ministerele sale) are peste 130 de agenții guvernamentale și instituții.

## Jurisdicție
Conform Constituției Serbiei, Guvernul Serbiei
- Stabilește și ghidează politica
- Pune în aplicare legi și alte acte generale ale Adunării Naționale
- Adoptă regulamente și alte acte generale în scopul aplicării legilor
- Propune Adunării Naționale legi și alte acte generale și emite o opinie cu privire la acestea atunci când sunt prezentate Adunării Naționale de un alt propunător
- Direcționează și coordonează activitatea organelor administrației publice și supraveghează activitatea acestora
- Execută alte atribuții stabilite de Constituție și de lege

În plus, Guvernul este responsabil față de Adunarea Națională sârbă pentru politica Republicii Serbia, pentru implementarea legilor și a altor acte generale ale Adunării Naționale și pentru activitatea organelor administrației de stat.

## Guvernul actual

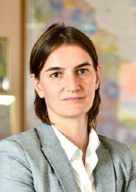
Ana Brnabić - prim-ministrul în funcție

După alegerile parlamentare din Serbia de la 24 aprilie 2016, câștigate de o coaliție a Partidului Progresist din Serbia, prim-ministrul în funcție Aleksandar Vučić a anunțat formarea unui nou guvern la începutul lunii iunie. Cabinetul actual a fost învestit la 29 iunie 2017 cu votul majorității în Adunarea Națională.  Acesta este primul cabinet al prim-minstrului Ana Brnabić, care a devenit prim-ministru la o lună după ce fostul prim-ministru al Serbiei, Aleksandar Vučić, a demisionat din funcția de prim-ministru pentru a deveni președintele Serbiei, în urma alegerilor prezidențiale din 2017. Actualul cabinet este în mare parte similar celui de-al doilea cabinet al lui Aleksandar Vučić și are 21 de membri (cu doi mai mult decât cabinetul anterior), din care 18 cu un minister și 3 fără portofoliu.

## Istorie
Republica Socialistă Federativă Iugoslavia s-a dizolvat de facto în 1991 neavând niciun lider care s-o reprezinte și de jure în 1992  în perioada Războaielor iugoslave. Cabinetul lui Stanko Radmilović a fost ultimul cabinet al Republicii Socialiste Serbia. În timpul acestui mandat, Liga Comuniștilor din Iugoslavia a fost dizolvată și imediat după aceea au avut loc primele alegeri multipartid în toate republicile Republicii Socialiste Federative Iugoslavia. 
La 9 decembrie și 23 decembrie 1990 (turul 2) au avut loc alegeri generale în Republica Socialistă Serbia, care încă mai era o țară constituțională a Republicii Socialiste Federative Iugoslavia. Slobodan Milošević din partea socialiștilor a câștigat alegerile prezidențiale.
După victoria absolută a socialiștilor în alegerile parlamentare, Dragutin Zelenović de la Partidul Socialist din Serbia a fost ales prim-ministru al Serbiei de către Parlament la 15 ianuarie 1991. La 11 februarie cabinetul său a fost format și ales de Adunarea Națională a Serbiei. Zelenović a pierdut în cele din urmă sprijinul conducerii partidului și a demisionat, determinând formarea noului guvern la 23 decembrie 1991. Cabinetul lui Radoman Božović a fost învestit la 23 decembrie 1991. Ca prim-ministru al Serbiei, Božović  a fost un birocratic puternic,în timpul său mai mult de jumătate din economia sârbă era în proprietatea statului. După numai 100 de zile de activitate, inflația a atins un nivel record de 10.000%. Mandatul său a fost marcat de un scandal în care au fost arestați doi miniștri din cabinetul său și de dispute cu conducătorul opoziției, Vojislav Šešelj..
Republica Federală Iugoslavia s-a înființat la data de 27 martie 1992 ca o federație constituită din două republici non-secesioniste rămase: Muntenegru și Serbia (incluzând provinciile autonome Voivodina și Kosovo). 
La 10 februarie 1993, noul cabinet minoritar al lui Nikola Šainović, din partea Partidului Socialist din Serbia și susținut de Partidul Radical Sârb, a fost format ca urmare a alegerile parlamentare din 20 decembrie 1992. Božović, el însuși un socialist, s-a opus sprijinului din partea Radicalilor, așa că a refuzat un alt mandat care a fost acceptat de  Nikola Šainović. La 4 martie 2003, Republica Federală Iugoslavia a fost redenumită în Uniunea Statală a Serbiei și Muntenegrului, iar numele „Iugoslavia” a fost desființat oficial. 
Costurile iugoslave și sârbe din timpul Războiul de Independență al Croației au fost mult mai mari față de cele ale Croației. Astfel, în proiectul de buget federal pentru 1992, 81% din fonduri ar fi trebuit alocate pentru nevoile militare ale Serbiei. După ce fondurile celor mai dezvoltate republici iugoslave (Slovenia și Croația) au încetat să intre în bugetul iugoslav, conducerea iugoslavă a fost nevoită să înceapă tipărirea de bani pentru a finanța activitățile guvernului sârb. Acest lucru a dus la o hiperinflație inevitabilă.
Datorită hiperinflației, președintele Serbiei, Slobodan Milošević, a desființat cabinetul lui Šainović și a cerut noi alegeri parlamentare care au avut loc la 19 decembrie 1993. Din octombrie 1993 până în ianuarie 1995, Republica Federală Iugoslavia a experimentat o devalorizare a dinarului de 313 milioane %. La 18 martie 1994 este numit primul cabinet Socialist al lui  Mirko Marjanović și la 24 martie 1998 al doilea cabinet al său. El a fost privit pe scară largă ca pe o marionetă a președintelui sârb Slobodan Milošević. Al doilea mandat a fost format în alianță cu Partidul Radical Sârb de extremă dreapta (SRS) condus de Vojislav Šešelj. Guvernul lui Marjanovic (cu Șešelj ca adjunct al premierului) a adoptat două dintre ceea ce criticii consideră a fi cele mai draconice legi din istoria politică sârbă: Legea universității care a desființat autonomia Universității din Belgrad, precum și Legea privind informarea, care urmărea să limiteze activitățile mass-media finanțate de dușmanii politici; în ciuda acestui fapt, mass-media a jucat un rol proeminent în lovitura de stat din 5 octombrie 2000. La 21 octombrie 2000, la două săptămâni după Revoluția Buldozer, Marjanović a demisionat pentru a fi înlocuit cu un guvern de tranziție compus din Opoziția Democrată din Serbia (DOS), Partidul Socialist din Serbia (SPS) și Mișcarea Sârbă de Reînnoire (SPO) până la organizarea unor noi alegeri parlamentare. Cabinetul de Milomir Minić a fost ales la 25 octombrie 2000, după înfrângerea lui Slobodan Milošević în alegerile prezidențiale, parte a alegerilor generale care au avut loc în Iugoslavia la 24 septembrie 2000. Vojislav Koštunica a devenit noul președinte al Serbiei.
După alegerile parlamentare din Serbia care au avut loc la 23 decembrie 2000, când coaliția Opoziției Democrate din Serbia (DOS) a câștigat 64,09% din votul popular, a fost format Cabinetul lui Zoran Đinđić la 25 ianuarie 2001. Zoran Đinđić, liderul Partidului Democrat, a fost desemnat ca prim-ministru și a avut sarcina de a forma primul guvern post-comunist și post-Milošević ales în mod liber. Guvernul a fost învestit la 25 ianuarie 2001 și mandatul său s-a încheiat oficial la 3 martie 2004, când noul guvern sub premierul Vojislav Koštunica a fost ales în urma alegerilor parlamentare din Serbia din 2003 organizate la sfârșitul lunii decembrie.

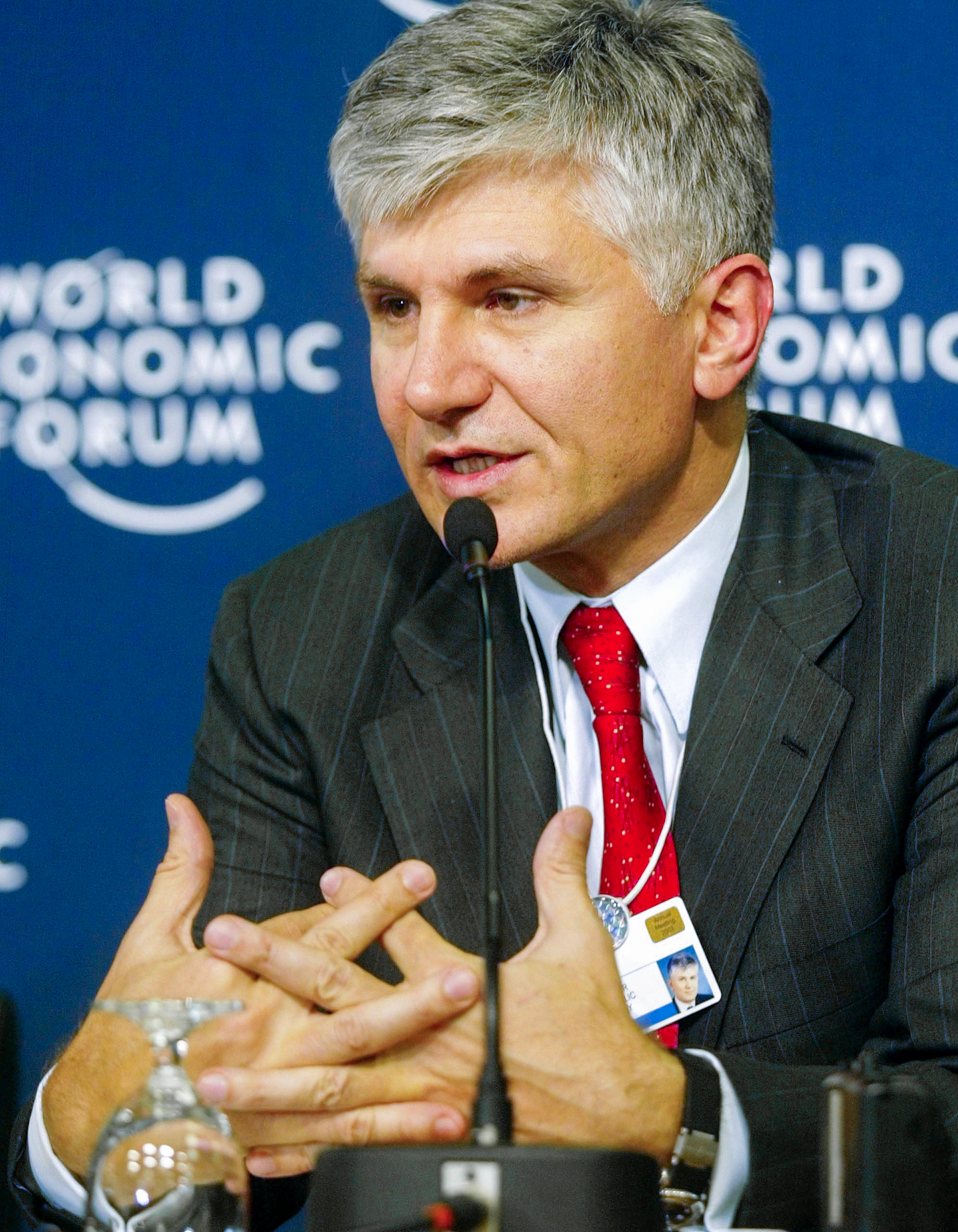
Premierul Zoran Đinđić, asasinat la 12 martie 2003

Când premierul Zoran Đinđić a fost asasinat la 12 martie 2003, Nebojša Čović a devenit premier interimar timp de patru zile până când Zoran Živković a fost numit noul prim-ministru la 16 martie 2003. 
La 3 iunie, respectiv 5 iunie 2006, Muntenegru și Serbia și-au declarat independența, astfel sfârșindu-se statul iugoslav. 
Cel de-al doilea guvern sub conducerea premierului Vojislav Koštunica a fost format la 15 mai 2007. După alegerile parlamentare sârbe din 11 mai 2008, acest cabinet a servit drept guvern de tranziție care se ocupa numai de probleme tehnice până la constituirea noului guvern la 7 iulie 2008. Cabinetul lui Mirko Cvetković a fost ales la 7 iulie 2008 cu majoritate de voturi în Adunarea Națională și a a fost remaniat la 14 martie 2011. Cabinetul lui Ivica Dačić a fost ales la 27 iulie 2012  cu majoritate de voturi în Adunarea Națională și a a fost remaniat la 2 septembrie 2013. A urmat primul cabinet al lui Aleksandar Vučić ales la 27 aprilie 2014 și al doilea cabinet a fost ales la 11 august 2016 printr-un vot majoritar în Adunarea Națională. După alegerile parlamentare din 2016,  Vučić a demisionat din funcția de premier după alegerea sa ca președinte al Serbiei. Guvernul actual al Serbiei, condus de premierul Ana Brnabić, a fost ales la 29 iunie 2017 cu votul majorității în Adunarea Națională.

### Lista Guvernelor Serbiei
| Data numirii      | Prim-ministru               | Partid (majoritar)              | Cabinet                         |
| ----------------- | --------------------------- | ------------------------------- | ------------------------------- |
| 11 februarie 1991 | Dragutin Zelenović          | Partidul Socialist din Serbia   | Cabinetul Dragutin Zelenović    |
| 23 decembrie 1992 | Radoman Božović             | Partidul Socialist din Serbia   | Cabinetul Radoman Božović       |
| 10 februarie 1993 | Nikola Šainović             | Partidul Socialist din Serbia   | Cabinetul Nikola Šainović       |
| 18 martie 1994    | Mirko Marjanović            | Partidul Socialist din Serbia   | Cabinetul Mirko Marjanović I    |
| 24 martie 1998    | Mirko Marjanović            | Partidul Socialist din Serbia   | Cabinetul Mirko Marjanović II   |
| 25 octombrie 2000 | Milomir Minić               | Partidul Socialist din Serbia   | Cabinetul Milomir Minić         |
| 25 ianuarie 2001  | Zoran Đinđić Zoran Živković | Opoziția Democratică din Serbia | Cabinetul Zoran Đinđić          |
| 3 martie 2004     | Vojislav Koštunica          | Partidul Democrat din Serbia    | Cabinetul Vojislav Koštunica I  |
| 15 mai 2007       | Vojislav Koštunica          | Partidul Democrat din Serbia    | Cabinetul Vojislav Koštunica II |
| 7 iulie 2008      | Mirko Cvetković             | Partidul Democrat               | Cabinetul Mirko Cvetković       |
| 27 iulie 2012     | Ivica Dačić                 | Partidul Progresist din Serbia  | Cabinetul Ivica Dačić           |
| 27 aprilie 2014   | Aleksandar Vučić            | Partidul Progresist din Serbia  | Cabinetul Aleksandar Vučić I    |
| 11 august 2016    | Aleksandar Vučić            | Partidul Progresist din Serbia  | Cabinetul Aleksandar Vučić II   |
| 29 iunie 2017     | Ana Brnabić                 | Partidul Progresist din Serbia  | Cabinetul Ana Brnabić           |

## Legături externe
- http://www.srbija.gov.rs/ Site-ul oficial